# David Sánchez Jiménez
Pour les articles homonymes, voir Saleri.
David Sánchez Jiménez  dit  « Saleri », né à  Linares (Espagne, province de Jaén) le 17 août 1975, est un matador espagnol.

## Présentation et carrière
Sa première novillada piquée a lieu le 8 août 1993 à Pegalajar (province de Jaén), en compagnie de « El Madrileño » et de « El Andujano ». 
Le jour de son alternative à Ibros (province de Jaén) le 3 mai 1998, il reçoit une oreille au premier taureau de la ganadería Hermanos Centeno Guerra, mais il ne peut lidier le deuxième à cause de la pluie qui oblige à arrêter la corrida.
Depuis 1998, il torée peu, avec à son actif :
- escalafón 2000  : 2 corridas
- escalafón 2001 : 6 corridas
- escalafón 2008 : 1 corrida, classé dernier de l'escalafón.

Il est surtout apprécié en Andalousie par les toreristas.